# Bohuslav Fliedr
Bohuslav Fliedr (* 20. března 1958 Polička) je český novinář, hudebník a spisovatel.

## Život
Vystudoval obory geodézie a kartografie na Fakultě stavební ČVUT v Praze. Poté byl v 80. letech zaměstnán jako technický redaktor při výrobě map a absolvoval několik kurzů filosofie a teologie. Po roce 1989 se věnoval především novinářské a publicistické činnosti. Novinářské vzdělání získal v polovině 90. let na Institutu Roberta Schumana v Bruselu. Byl jedním ze zakladatelů a vůdčích osobností časopisu AD, později spolupracoval s Lidovými novinami nebo časopisem Týden. Působil také v redakci publicistiky České televize.
Složil řadu písní s křesťanskou tematikou a je vedoucím dětského sboru Bobci. Vydal několik zpěvníků dětských písní ze svých stejnojmenných alb a je autorem knih.
Stál při založení Institutu pro křestansko-demokratickou politiku v roce 2016 a také byl jeho prvním ředitelem.

## Politická angažovanost
V květnu 2018 oznámil svou kandidaturu ve volbách do Senátu PČR v říjnu 2018 v obvodu č. 50 – Svitavy jako nestraník za koalici hnutí STAN a KDU-ČSL. Ve volbách jej podpořila také TOP 09. Se ziskem 13,67 % hlasů skončil na 3. místě.